# Phyllonorycter tritorrhecta
Phyllonorycter tritorrhecta är en fjärilsart som först beskrevs av Edward Meyrick 1935.  Phyllonorycter tritorrhecta ingår i släktet guldmalar, och familjen styltmalar. Inga underarter finns listade i Catalogue of Life.